# A Rocha
A Rocha ist eine internationale Umweltschutzorganisation, die auf Grundlage von christlichem Ethos agiert. A Rocha (portugiesisch): Fels, s. (Röm 9,33 ) wurde 1983 in Portugal von dem anglikanischen Pastor Peter Harris und seiner Frau Miranda gegründet. Die Organisation ist interdenominational und wird von einem Board of Trustees (Komitee) verwaltet, in dem viele Qualifikationen in life sciences, Relief and Development (Entwicklungshilfe) und Financial and Risk Management (Finanz- und Risikomanagement) vertreten sind.

## Ziele
A Rochas Ziel ist Umweltschutz auf Basis von Gemeinwesenarbeit. Dazu werden Projekte zur Forschung und Umwelterziehung durchgeführt und unterstützt.
Die Organisation beruft sich auf fünf Prinzipien: Christentum (Christian), Bewahrung der Schöpfung (Conservation), Gemeinschaft (Community), Zusammenarbeit (Cooperation), und Kulturverständigung (Cross-Cultural). Die christliche Motivation bezieht sich auf Karitas (Charity), Gehorsam (obedience), Gerechtigkeit (justice) und Hoffnung (hope).
A Rocha arbeitet in ca. 19 Ländern: Brasilien, Bulgarien, Kanada, Tschechien, Finnland, Frankreich, Ghana, Indien, Kenia, Libanon, Niederlande, Neuseeland, Peru, Portugal, Südafrika, Schweiz, Uganda, im Vereinigten Königreich und den Vereinigten Staaten. Die nationalen Organisationen sind selbstständig und es werden Netzwerke unterhalten, um in weiteren Ländern Fuß zu fassen.

## Organisation

### Zentren

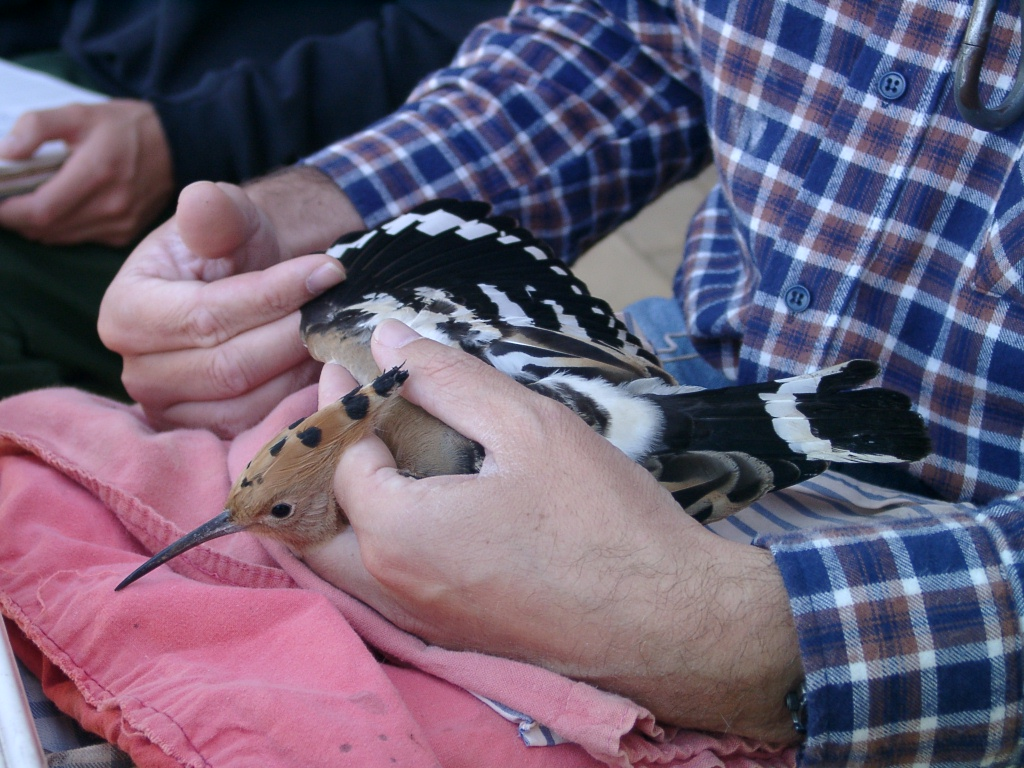
Ein Wiedehopf bei einer Beringungsaktion im Cruzinha Field Centre, Portugal

A Rocha unterhält Feldstudienzentren in British Columbia und Manitoba, Frankreich, Indien, Kenia (Watamu), Portugal und in England (Southall, West London).
Außerdem betreibt sie Langzeitstudien in der Bekaa-Ebene im Libanon (Aammiq-Sumpf) und in anderen wichtigen Feuchtgebieten und an Vogelzug-Routen wie dem Pembina Valley (Kanada).

### Personen
A Rocha International wird derzeit von der Vorsitzenden Rebecca Irvin geleitet. Ihr zur Seite steht als Council of Reference: Prof. Sir Ghillean Prance, R. J. Berry, James Stuart Jones, Chris Wright. In England besteht das Team aus dem Conservation Director Andy Lester und der Theology and Churches Director in Ruth Valerio. Vorsitzender in England ist derzeit Steve Hughes.

## Programme

### Reduktion des CO2-Ausstoßes
A Rocha betreibt das Climate Stewards-Programm, mit dem lokale Aufforstungsprojekte, aber auch Methoden zur Verbesserung der CO2-Bilanz gefördert werden. Die Projekte sind so ausgelegt, dass sie internationalen Standards entsprechen, und die Biodiversität vor Ort fördern. Climate Stewards erscheint in der Liste carboncatalog.org.
Vor allem in Ghana (Damongo) laufen derzeit Projekte.

### „Living lightly“
A Rocha fördert ein Umdenken, damit Menschen durch einen einfachen Lebensstil Nachhaltigkeit in ihrem Leben umsetzen. In England wird dazu die Living Lightly Campaign durchgeführt.

### Sonstiges
A Rocha führt auch lokale Projekte durch und unterhält ein Vortragsangebot für Gemeinden und kirchenfreundliche Einrichtungen. A Rocha ist auch anerkannt als Organisation des European Voluntary Service.

## Partnerschaften
Partnerschaften bestehen zu:
- Naturschutzorganisationen: IUCN,[20] Conservation International[21] und BirdLife International.
- Universitäten und Colleges: Trinity Western University (Kanada), Cardiff University (Wales) und University of California, Berkeley (USA);
- Entwicklungshilfeorganisationen: World Vision,[22] und dem International Institute for Environment and Development;
- Regierungen und Regierungsorganisationen: Generaldirektion Umwelt der Europäischen Kommission (European Habitats Forum),[23] Karnataka State Forest (Indien), Msunduzi Municipality (Südafrika), und Institute for Nature Conservation and Biodiversity (Portugal);
- Privatpersonen in Libanon, Frankreich und Vereinigtem Königreich.
- Netzwerke: A Rocha ist Mitgliedsorganisation von Micah Global[24], Mitglied der Stop-Climate-Chaos-Koalition,[25] und Mitunterzeichner des Countdown 2010.[26]